# Karina Paz
Karina Alexandra Paz Rosales (Ciudad de Guatemala, 28 de julio de 1987) es una política, internacionalista y politóloga guatemalteca que ejerce como diputada del Congreso de Guatemala desde 2017, también se desempeña como primera secretaria del Congreso desde 2024.

## Biografía
Paz ingresó a la política cuando tenía 22 años cuando se unió al Partido Patriota. En ese mismo año se convirtió en directora ejecutiva de la multisectorial del partido, donde conoció a su mentor político, Mario Leal.
Se graduó como licenciada en ciencias políticas y relaciones internacionales por la Universidad Francisco Marroquín. En 2012, fue contratada para asesorar a la bancada del Partido Patriota en el Congreso de la República, también fue asesora de Mario Leal mientras este se desempeñaba como secretario de Asuntos Específicos en el gobierno de Otto Pérez Molina.
Tras la ruptura de Leal con el gobierno de Pérez Molina en 2015, este se integró a la Unidad Nacional de la Esperanza (UNE) para convertirse en el candidato a la vicepresidencia de Sandra Torres para las elecciones generales de ese mismo año. Al mismo tiempo, Paz se unió a la UNE, donde fue postulada como candidata a diputada por Listado Nacional, pero no fue electa.
En marzo de 2017, el diputado César Fajardo, electo por la UNE, dejó vacante su escaño luego de haber sido detenido por presuntos actos de corrupción. De acuerdo con la ley electoral guatemalteca, Paz fue convocada para suplir a Fajardo y asumió el cargo el 30 de marzo de 2017. En 2019 fue reelecta como diputada por la UNE por el Listado Nacional.
Formó parte del círculo de confianza de Torres hasta 2020, cuando Paz y un grupo de diputados de la UNE comenzaron a cuestionar la alianza de Torres con el gobierno de Alejandro Giammattei y poco después intentaron disputarle el liderazgo del partido, el grupo opositor a Torres pareció haber prevalecido. Sin embargo, Torres llevó la pelea hacia la vía legal, donde salió beneficiada y expulsó al grupo opositor del partido.
El grupo expulsado de la UNE conformó simbólicamente el «Grupo Parlamentario de Oposición» (GPO), que se mantuvo en oposición al gobierno de Giammattei y este grupo poco después se integró al partido Voluntad, Oportunidad y Solidaridad (VOS), bajo este nuevo partido, Paz fue postulada como candidata a diputada por el departamento de Guatemala, donde fue electa en 2023.
En 2024, luego de que la Corte de Constitucionalidad inhabilitara a los miembros del Movimiento Semilla para aspirar a integrar la Junta Directiva, Semilla nominó para ocupar sus puestos a Nery Ramos, y Paz, como presidente y secretaria primera del Congreso, respectivamente. Más tarde, fue reelecta para el puesto, aunque esto le generó un distanciamiento con los miembros de su partido.